# Protium elegans
Protium elegans là một loài thực vật có hoa trong họ Burseraceae. Loài này được Engl. miêu tả khoa học đầu tiên năm 1874.